# San Juan Dzonot
San Juan Dzonot es una hacienda restaurada del municipio de Mérida en el estado de Yucatán localizado en el sureste de México. Dicha hacienda tuvo su máximo esplendor durante el auge henequenero a finales del siglo XIX y principios del XX.

## Toponimia
San Juan hace referencia al Juan el Apóstol y Dzonot en idioma maya significa "cenote".

## Localización
San Juan Dzonot se encuentra al oriente de la población de Sitpach.

## Hechos históricos
- En 1932 pasa del municipio de Conkal al de Mérida.

## Infraestructura
Entre la infraestructura con la que contaba y actualmente en ruinas:
- Una casa principal.
- Una capilla.
- Una chimenea.
- Una casa de máquinas.
- Unas construcciones menores.

## Importancia histórica
Destinaba su terreno al cultivo de henequén y ganadería.

## Demografía
Según el censo de 2005 realizado por el INEGI, la población de la localidad era de 0 habitantes.
| 17                          | 21 | 25 | 126 | 1 | ? | 0 | ? | ? | 0 |
| (Fuente: INEGI [Consultar]) |    |    |     |   |   |   |   |   |   |

## Galería

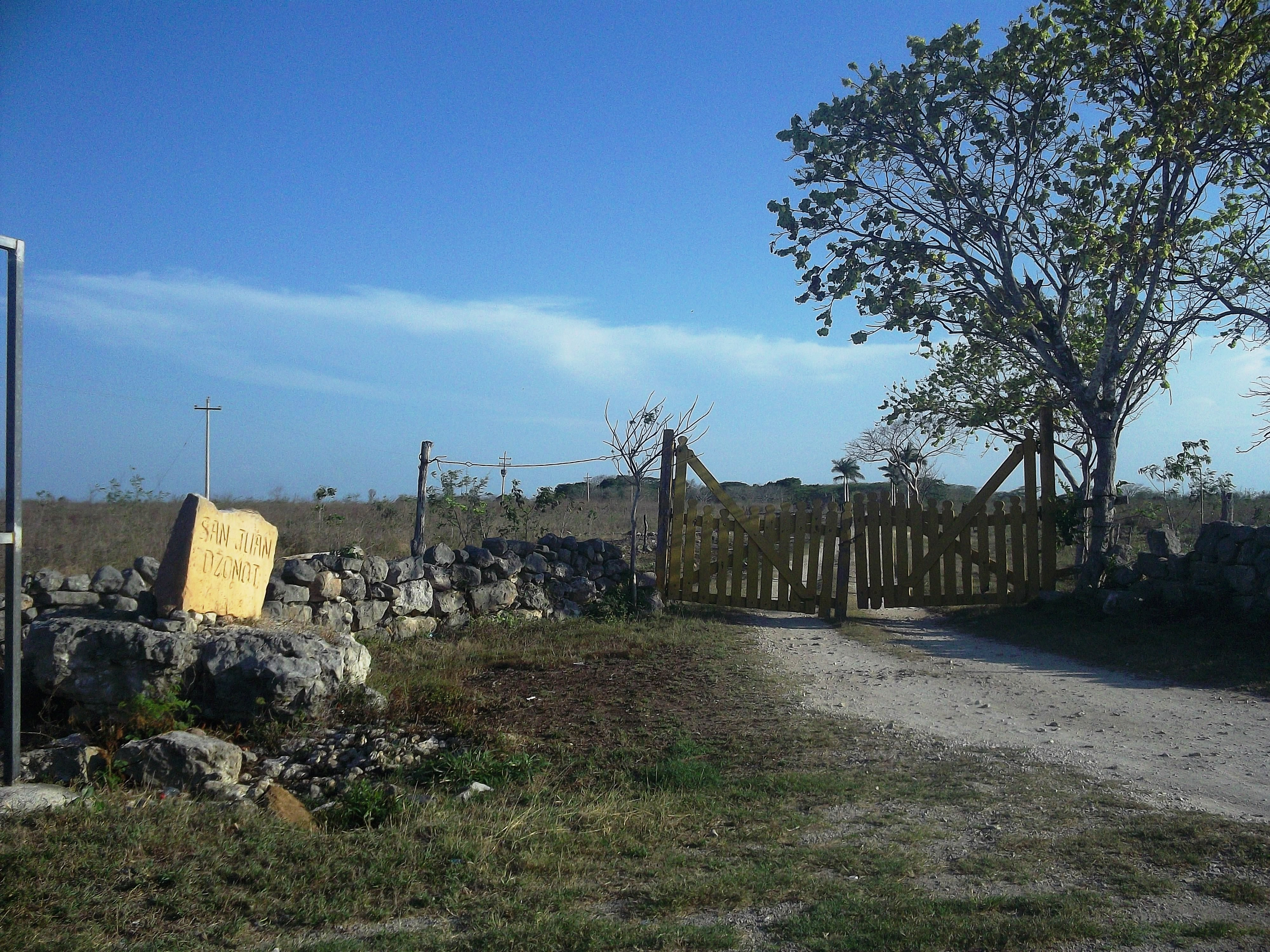
Entrada.
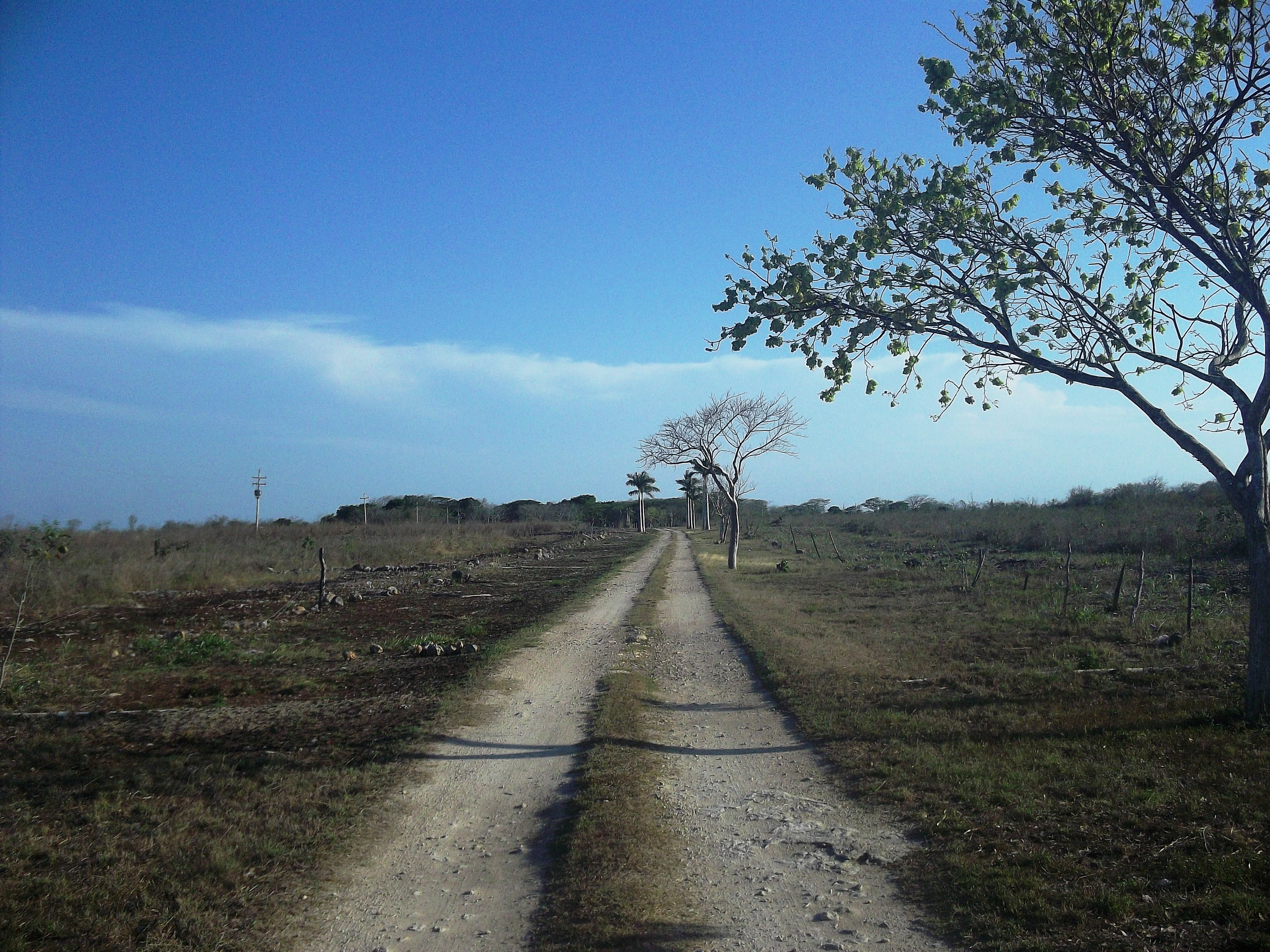
Entrada.